# Taliouine Assaka
Taliouine Assaka  (in arabo تلوين اساكا‎?) è un centro abitato e comune rurale del Marocco situato nella provincia di Guelmim, regione di Guelmim-Oued Noun. Conta una popolazione di 1 125 abitanti (censimento 2014).